# 重庆市南开两江中学校
重庆市南开两江中学校，成立于2018年，位于重庆市渝北区龙兴渝江大道209号，成立之初为民办学校，2021年转为公办学校，目前隶属于重庆市渝北区教育委员会，是重庆南开中学“一校四点”系列学校之一。